# Tadeusz Mikulczyński
Tadeusz Zdzisław Mikulczyński (ur. 1951, zm. 20 kwietnia 2015) – polski inżynier mechanik. Absolwent Politechniki Wrocławskiej. Od 2001 profesor na Wydziale Mechanicznym Politechniki Wrocławskiej.
Odznaczony Srebrnym Krzyżem Zasługi, Złotą Odznakę NOT, Złotą Odznakę Politechniki Wrocławskiej. W 2003 roku został odznaczony Złotym Krzyżem Zasługi.